# Atlantis 2000
Atlantis 2000 — недолго просуществовавшая немецкая поп-группа из Мюнхена, представлявшая свою страну на конкурсе песни Евровидение-1991.
Коллектив появился в 1990 году; в его состав вошли Альфонс Вайндорф (нем. Alfons Weindorf), Ютта Нидхардт (нем. Jutta Niedhardt), Хельмут Фрай (нем. Helmut Frey), Эберхард Вильхельм (нем. Eberhard Wilhelm), Клаус Прёппер (нем. Klaus Pröpper) и Клеменс Вайндорф (нем. Clemens Weindorf).
В 1991 году музыканты выиграли национальный отбор конкурса «Евровидение» с песней «Dieser Traum darf niemals sterben». Среди других композиций отбора песня Atlantis 2000 не была самой популярной у местных телезрителей, поэтому выбор конкурсного жюри был встречен неоднозначно. Результат на самом Евровидении также оставил желать лучшего: набрав всего десять баллов, группа заняла восемнадцатое место.
Из-за низкого коммерческого успеха группа распалась вскоре после выступления на Евровидении.